# Adalberó de Reims
Adalberó de Reims (c. 925 – Reims, 23 de gener de 989), va ser el trenta-novè arquebisbe de Reims des de l'any 969 al 989. Hi restaurà la catedral i en reformà el capítol. Tingué com a secretari i favorit Gerbert, futur papa Silvestre II. A la mort de Lluís V, darrer rei carolingi, Adalberó, amb l'ajut de Gerbert i d'altres membres de la cort, consagrà el duc Hug Capet (987) com a rei de França en comptes de Carles, duc de la Baixa Lorena, a conseqüència de la pèrdua d'autoritat per part dels carolingis.
Home de lletres i ciències, Adalberó va ser nomenat arquebisbe de Reims pel rei Lotari amb la intenció d'imposar una sèrie de reformes religioses en tota la província eclesiàstica. Va començar per posar al capdavant de la seva escola episcopal a un dels grans savis del seu temps, Gerbert d'Aurillac.
Pertanyia a una família lotaríngia, Adalberó va somiar tota la seva vida amb la reinstauració d'un vast imperi a Occident que fos dirigit per la dinastia Otoniana. Després dels repetits atacs del rei Lotari contra Otó II per recuperar la Lotaríngia, Adalberó va abandonar al rei dels francs per unir-se a l'emperador germànic. Acusat de traïció per Lotari i més tard pel seu fill Lluís V, va ser cridat a Compiègne per a ser jutjat (986-987). Salvat per les morts successives dels dos sobirans, el prelat va rebre el suport del duc dels francs Hug Capet, a qui va consagrar com a rei probablement a Noyon el juliol del 987. Pensant equivocadament que el nou rei, Hug I de França, es convertiria en un servidor de l'Imperi, Adalberó va ser el principal artífex de l'ascensió al tron de la família dels Capets. A la seva mort, el 989, enmig d'una crisi a Laon per Carles de Lorena, el tron ja buit s'adjudicà a Arnoul, fill il·legítim de Lotari abans que a Gerbert d'Aurillac, el futur papa Silvestre II.